# Szabolcs Brickner
Szabolcs Brickner (Boedapest, 12 juni 1980) is een Hongaarse tenor.
Na zijn opleiding in zang en klarinet aan de Franz Liszt muziekacademie in Boedapest studeerde Brickner aan de Hochschule für Musik in Augsburg. Voorts nam hij les bij Nicolai Gedda. Hij treedt regelmatig op in de Opera van Boedapest.
In 2004 nam hij deel aan de Ferrucio Tagliaviniwedstrijd waar hij de tweede prijs behaalde. In 2008 was hij laureaat en eerste-prijswinnaar van de Koningin Elisabethwedstrijd 2008 (voor zang) in Brussel.
- Bibliothèque nationale de France: cb15736025g (data)
- Gemeinsame Normdatei: 137731299
- International Standard Name Identifier: 0000 0001 1445 0211
- Library of Congress Control Number: no2009029898
- MusicBrainz: 94dc983f-9898-4f2d-8212-45953183eb3d
- Système universitaire de documentation: 159781523
- Virtual International Authority File: 264953742
- WorldCat: E39PBJdMcV94TK9GXrWVMGbGHC